# 小行星13917
小行星13917（13917 Correggia）是一颗绕太阳运转的小行星，为主小行星带小行星。该小行星于1984年3月6日发现。

## 轨道参数
小行星13917的轨道半长轴为3.0796215 UA，离心率为0.185。